# شارل لوکوک
الکساندر شارل لوکوک (به فرانسوی: Alexandre Charles Lecocq)، (۳ ژوئن ۱۸۳۲–۲۴ اکتبر ۱۹۱۸) یک آهنگساز فرانسوی بود که معروفیت او در زمینهٔ اپرا است. او به خاطر فعالیتش در این زمینه جانشین ژاک افنباخ شد.

## نمونه آثار
- «اپرای پلوتوس» (به فرانسوی: Plutus) در سال ۱۸۸۶
- «بالهٔ قو» (به فرانسوی: Le cygne) در سال ۱۸۹۹
- «اپرای کمیک دختر مادام انگو» (به فرانسوی: La fille de Madame Angot)